# Matthäus Kirchmayer
Matthäus Kirchmayer (* 29. August 1778 in Berg/Gora; † 30. November 1854 ebenda) war ein österreichischer Landwirt und Politiker.

## Leben
Kirchmayer war der Sohn des Landwirts Thomas Kirchmayer und dessen Ehefrau Appolonia geborene Kulnigg.
Er lebte als Landwirt und Besitzer der Jörgatsch-Hube in Berg (Haus Nr. 1).
Er war römisch-katholischer Konfession und heiratete am 7. September 1812 Elisabeth Preinitsch (* 2. Juni 1793). Aus der Ehe gingen drei Töchter und vier Söhne hervor.

## Politik
Vom 17. Juli 1848 bis zum 4. März 1849 war er Abgeordneter im Provisorischen Kärntner Landtag. 